# Sinfonía n.º 75 (Haydn)

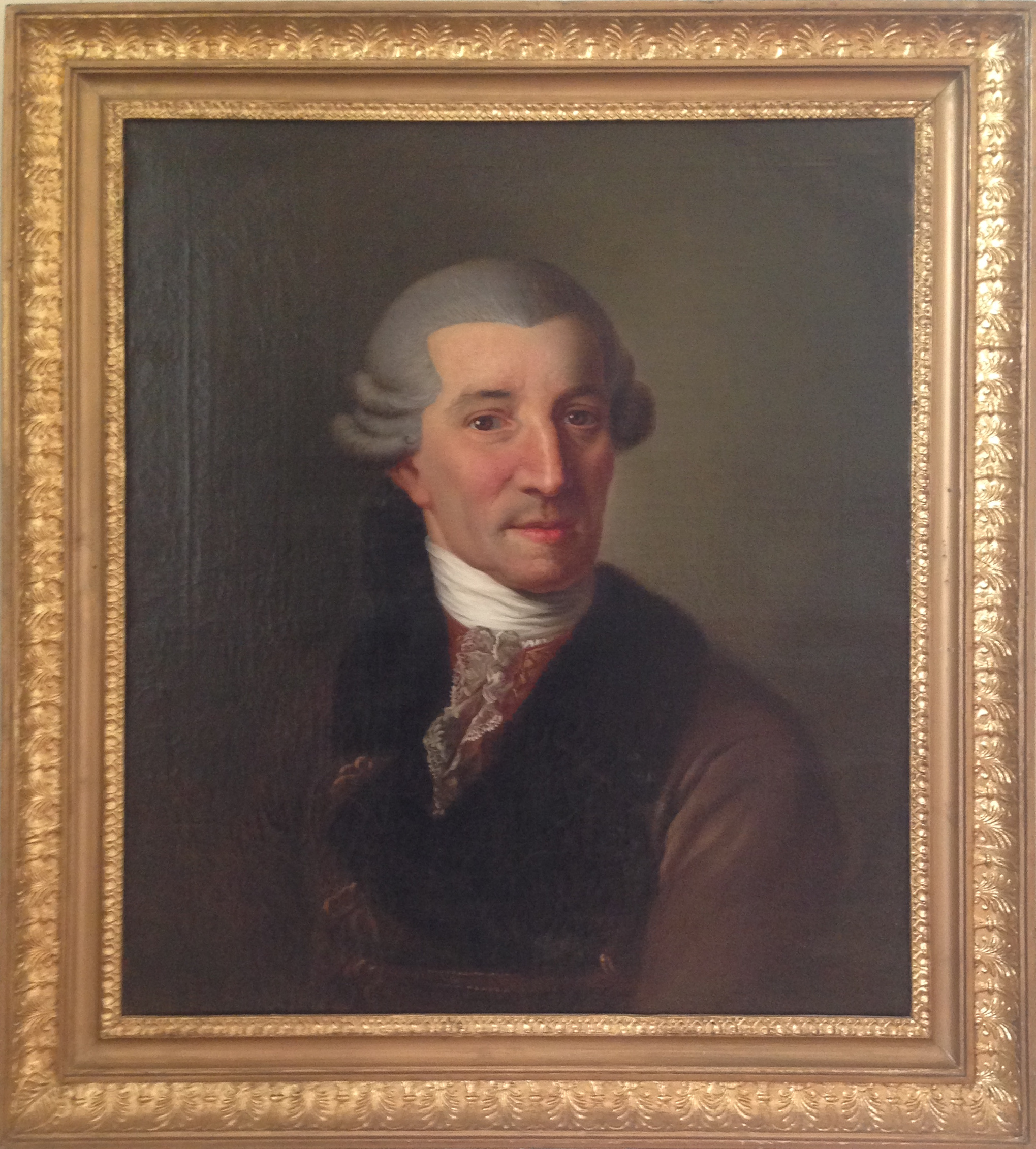
Haydn en 1785.

La Sinfonía n.º 75 en re mayor, Hob. I:75 fue compuesta por Joseph Haydn en algún momento entre 1779 y 1781.

## Historia
La producción sinfónica del maestro austríaco puede dividirse a grandes rasgos en tres bloques temporales: el primer bloque (1757-1761) se corresponde con su periodo al servicio del conde Carl von Morzin (n.º 1 - n.º 5); el segundo bloque en la corte Esterházy (1761-1790 pero con la última sinfonía para el público de Esterházy en 1781); y el tercer bloque (1782-1795) comprende las Sinfonías de París (n.º 82 - n.º 87) y las Sinfonías de Londres (n.º 93 - n.º 104). El 1 de mayo de 1761 el compositor firmó su contrato como vice-kapellmeister (más tarde kapellmeister) de la familia Esterházy, que nominalmente duró 48 años, hasta su muerte.
La composición de esta pieza se desarrolló en algún momento entre 1779 y 1781. 

## Instrumentación
La partitura está escrita para una orquesta formada por:
- Viento madera: 1 flauta, 2 oboes y 2 fagotes.
- Viento metal: 2 trompas y [2 trompetas].
- Percusión: [timbales].
- Cuerda: una sección de cuerdas con 2 violines, viola, violonchelo y contrabajo.

Las partes para trompetas y timbales se añadieron con posterioridad por Haydn, aunque no se tiene la certeza absoluta de su autenticidad. Algunas versiones contienen además dos trompetas y timbales, que intervienen sólo en el Finale. En cuanto a la participación del clavecín como bajo continuo en las sinfonías de Haydn existen diversas opiniones entre los estudiosos: James Webster se sitúa en contra; Hartmut Haenchen a favor; Jamie James en su artículo para The New York Times presenta diferentes posiciones por parte de Roy Goodman, Christopher Hogwood, H. C. Robbins Landon y James Webster. A partir de 2019 la mayor parte de las orquestas con instrumentos modernos no utiliza el clavecín como continuo. No obstante, existen grabaciones con clavecín en el bajo continuo realizadas por: Trevor Pinnock (Sturm und Drang Symphonies, Archiv, 1989-1990); Nikolaus Harnoncourt (n.º 6–8, Das Alte Werk, 1990); Sigiswald Kuijken (incluidas las Sinfonías de París y Londres; Virgin, 1988-1995); Roy Goodman (Ej. n.º 1-25, 70-78, 82-87; Hyperion, 2002).

## Estructura y análisis
La sinfonía consta de cuatro movimientos:
- I. Grave – Presto, en re mayor 4
4
- II. Poco adagio, en sol mayor 3
4
- III. Menuet. Allegretto – Trio, en re mayor 3
4
- IV. Finale. Vivace, en re mayor 2
2

La interpretación de esta obra dura aproximadamente entre 20 y 25 minutos. 

### I.Grave – Presto
El primer movimiento, Grave – Presto, está escrito en la tonalidad de re mayor, en compás de 4/4 y sigue la forma sonata. Se abre con una lenta introducción, marcada Grave. Esta es la única obra instrumental de Haydn en la que utilizó la indicación Grave, ya que por lo general recurría a Adagio y en ocasiones a Largo. De hecho, el carácter de la pieza es serio, más cercano en forma y atmósfera a sus tardías adiciones "londinenses" que cualquier otra sinfonía de este volumen. Alterna ataques al unísono en fortissimo con motivos suspirados en piano, luego gira a la menor, y por último llega a un largo pedal de dominante, con más inflexiones cromáticas.
El movimiento propiamente dicho está marcado Presto y el compás sigue siendo 4/4, lo cual constituye otra combinación inusual. Arranca suavemente pero sin aliento con una subida cromática, re–re sostenido–mi. Más de un analista ha percibido este gesto como un presagio del Allegro de la obertura de Don Giovanni en el que Mozart copió una vez el tema de Haydn. La exposición es más bien escueta y mantiene el aire sin aliento casi todo el tiempo. El primer tema presenta un motivo basado en un semitono ascendente lírico seguido por tres acordes graves. A Mozart le gustó este tema y lo apuntó rápidamente para usarlo más tarde. El segundo tema, ligeramente sincopado, se interrumpe apenas empezado. Es muy breve y también contiene un semitono ascendente. El desarrollo se inicia de manera más pausada, con evocaciones secuenciales y contrapuntísticas del tema principal, que preceden a la sección central en el estilo "hacia delante" que prevalece. Pero la retransición vuelve al ambiente y la textura contrapuntísticos pausados, en el pasaje compositivamente más complejo del movimiento, al que Haydn regresa en la recapitulación. Así pues, el tema muestra una personalidad compleja: no sólo es bullicioso y dinámico, sino también contrapuntístico y profundo. En la recapitulación se omite el segundo tema.

### II.Poco adagio
El segundo movimiento, Poco adagio, está en sol mayor y en compás de 3/4. El movimiento lento es un tema seguido por cuatro variaciones.  Las variaciones están escritas en figuras que se van acelerando gradualmente. La estructura es la siguiente:
- Tema: interpretado por la cuerda con sordina.
- Variación I: protagonizada por los primeros violines.
- Variación II: interpretada por los vientos en un ostinato rítmico, La segunda de ellas presenta un diálogo entre el viento y fanfarria del metal con un acompañamiento sencillo de la cuerda.
- Variación III: protagonizada por el violonchelo solista. Destaca por tener un solo de trío de cuerda con un acompañamiento en pizzicato. Aquí, el violonchelo toca continuamente semicorcheas bajo la melodía de otros dos instrumentos de cuerda.[2]
- Variación IV: interpretada por los segundos violines bajo un enunciado "directo" de la melodía con un magnífico acompañamiento de viento.
- Coda: es muy breve y mantiene la misma textura que la variación final.

Este es el primero de lo que se convertiría en un "tipo" distintivo en los movimientos lentos de Haydn: dominado por una bella melodía en 3/4, parecida a un himno, con frases regulares, legato y cantables (véanse también, por ejemplo, las Sinfonías n.º 87, 98 y 99). La leyenda cuenta que hubo un predicador inglés que la oyó en sueños, y sintió que presagiaba su muerte al oírlo después en un concierto en 1792. Una semana más tarde, Haydn recibió la noticia de que el predicador había muerto.

### III.Menuet. Allegretto– Trio
El tercer movimiento, Menuet. Allegretto – Trio, está en re mayor y en compás de 3/4. El minueto retoma el estilo impulsivo del Presto con su vigoroso motivo "giratorio". El trío presenta la flauta y los primeros violines doblados al unísono (en lugar de a la octava, como era habitual), sobre una ágil melodía con acentos forzato.

### IV.Finale.Vivace
El cuarto y último movimiento, Finale. Vivace, retoma la tonalidad y el compás es alla breve. El Finale es un rondó libre, que sigue el patrón A–B–A1–C–A2–Coda. El tema principal para cuerdas solas es una "forma binaria redondeada con repeticiones en ambas mitades" (a | b–a), a veces confundida con la forma sonata. La sección A1 se da en una orquestación mucho más variada, mientras que A2 sufre una expansión en su parte b, completa con "sorpresas" haydnescas. La sección B está en la tónica menor, con una variante del tema transpuesta al bajo. La sección C, tras una transición contrapuntística que parte del final de A1, comienza en el relativo si menor, pero pronto vuelve a la dominante y a A2. Tras este último, una extensa coda desarrolla aún más tanto la transición contrapuntística a do mayor como las sorpresas de si mayor, a las que se añade una cadencia rumiativa de "notas largas" que recuerda la atmósfera del Poco adagio antes de los alaridos finales.